# Super Bowl XXI
Super Bowl XXI był dwudziestym pierwszym finałem o mistrzostwo NFL w zawodowym futbolu amerykańskim, rozegranym 25 stycznia 1987 roku, na stadionie Rose Bowl Stadium, w Pasadenie, w stanie Kalifornia.
Mistrz konferencji NFC, drużyna New York Giants, pokonał mistrza konferencji AFC, drużynę Denver Broncos, uzyskując wynik 39-20. Był to pierwszy triumf tej drużyny w Super Bowl, a także pierwsze mistrzostwo NFL od roku 1956.
Dla drużyny Broncos był to drugi występ w Super Bowl. Zespół z Denver zaszedł tak daleko głównie dzięki grze swojego quarterbacka Johna Elwaya, a także dzięki postawie swojej formacji defensywnej, która w sezonie zasadniczym pozwoliła drużynom przeciwnym na zdobycie najmniejszej liczby jardów w konferencji AFC. Sezon zasadniczy dla Broncos zakończył się rekordem 11-5. W playoff drużyna dwukrotnie pokonała niewielką różnicą punktów, najpierw New England Patriots, a następnie po dogrywce Cleveland Browns. 
Drużyna Giants była prowadzona przez swojego quarterbacka Phila Simmsa, running backa Joe Morrisa oraz defensywę zwaną "Big Blue Wrecking Crew". Sezon zasadniczy zespół zakończył rekordem 14-2, a następnie w playoffach dwukrotnie pewnie pokonał drużyny San Francisco 49ers oraz Washington Redskins.
Pierwsza kwarta meczu zakończyła się wynikiem 10-7 dla Broncos. W drugiej jedyne punkty zostały zdobyte przez George'a Martina, defensive enda drużyny Giants, który powalił quarterbacka Broncos Johna Elwaya w ich polu punktowym, tym samym zdobywając safety. Wynik 10-9 po pierwszej połowie jest wynikiem z najmniejszą różnicą punktów w historii Super Bowl. Trzecia kwarta należała wyłącznie do drużyny z Nowego Jorku. Zdobyła ona w niej 17 punktów, kontynuując swoją passę w kwarcie czwartej, Giants zdobyli 26 punktów z rzędu. Mistrz NFC ustanowił również w 2. połowie rekord zdobytych 30 punktów.
Za faworytów spotkania uważana była drużyna z Nowego Jorku.
Amerykański hymn państwowy przed meczem wykonał Neil Diamond. W przerwie meczu został zaprezentowane widowisko na upamiętniające 100-lecie istnienia Hollywood.
Tytuł MVP finałów zdobył Phil Simms, Quarterback zespołu Giants.

## Ustawienia początkowe
| Denver           | Pozycja | Pozycja | Nowy Jork        |
| ---------------- | ------- | ------- | ---------------- |
| Ofensywa         |         |         |                  |
| Vance Johnson    | WR      | WR      | Lionel Manuel    |
| Dave Studdard    | LT      | LT      | Brad Benson      |
| Keith Bishop     | LG      | LG      | Billy Ard        |
| Billy Bryan      | C       | C       | Bart Oates       |
| Mark Cooper      | RG      | RG      | Chris Godfrey    |
| Ken Lanier       | RT      | RT      | Karl Nelson      |
| Clarence Kay     | TE      | TE      | Mark Bavaro      |
| Steve Watson     | WR      | WR      | Stacy Robinson   |
| John Elway       | QB      | QB      | Phil Simms       |
| Sammy Winder     | RB      | RB      | Joe Morris       |
| Gerald Willhite  | FB      | FB      | Maurice Carthon  |
| Defensywa        |         |         |                  |
| Andre Townsend   | LDE     | LDE     | George Martin    |
| Greg Kragen      | NT      | NT      | Jim Burt         |
| Rulon Jones      | LDE     | LDE     | Leonard Marshall |
| Jim Ryan         | LOLB    | LOLB    | Carl Banks       |
| Karl Mecklenburg | LILB    | LILB    | Gary Reasons     |
| Ricky Hunley     | RILB    | RILB    | Harry Carson     |
| Tom Jackson      | ROLB    | ROLB    | Lawrence Taylor  |
| Louis Wright     | LCB     | LCB     | Elvis Patterson  |
| Mike Harden      | RCB     | RCB     | Perry Williams   |
| Steve Foley      | SS      | SS      | Kenny Hill       |
| Dennis Smith     | FS      | FS      | Herb Welch       |